# Virserum

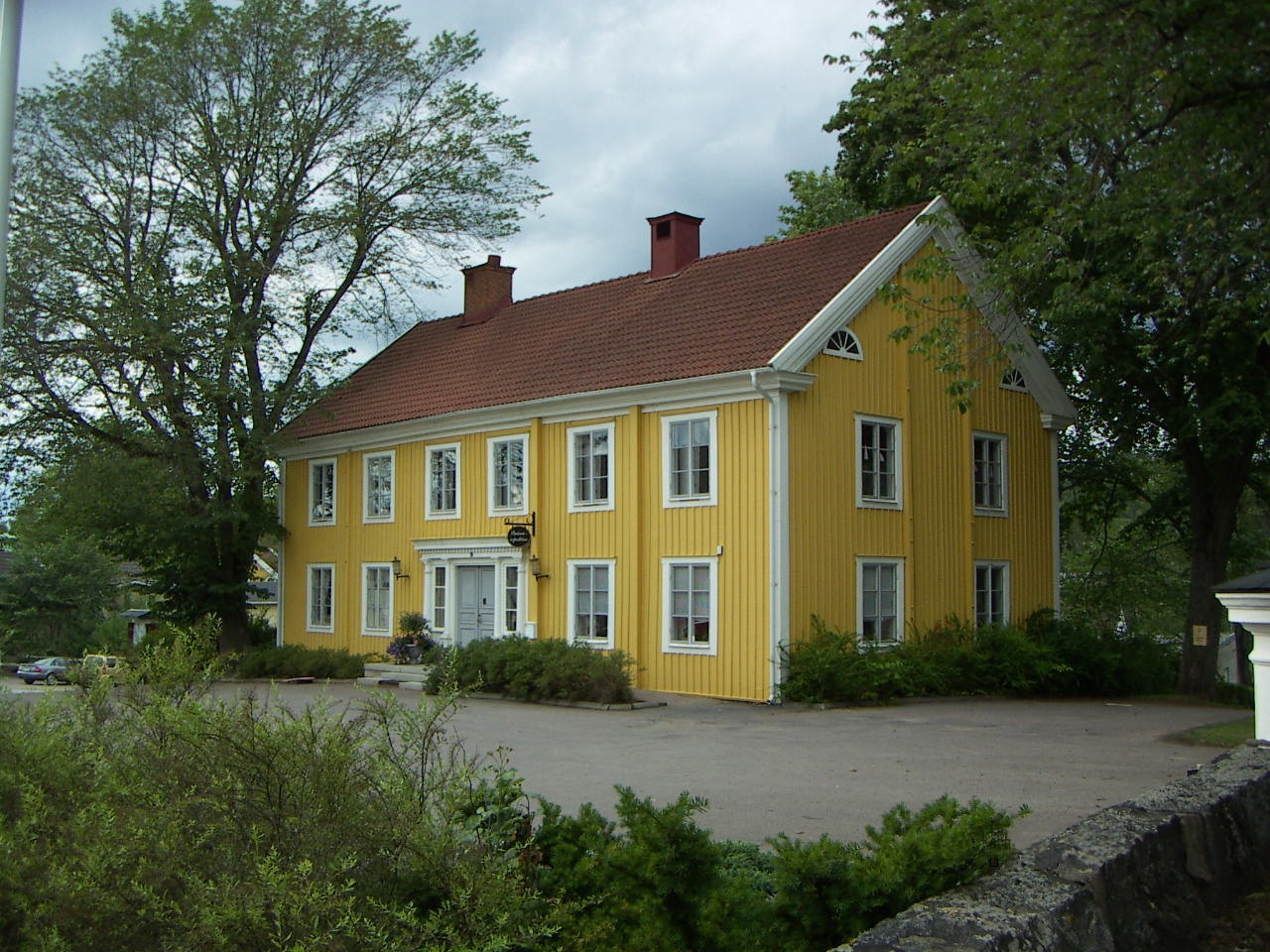
Virserums Pfarrhaus neben der Kirche

Virserum ist eine Ortschaft (Tätort) in der schwedischen Provinz Kalmar län und der historischen Provinz Småland. Der Ort liegt in der Gemeinde Hultsfred.

## Geografie
Virserum liegt in Südschweden im småländischen Hochland in einer Wald- und Seenlandschaft am Ufer des Virserum-Sees (Virserumssjön). Durch die Ortschaft fließt der Virserumsån, der in den Virserum-See mündet. In und um Virserum gibt es zahlreiche Naturreservate. Westlich der Ortschaft liegt das Naturreservat Länsmansängen mit vielen verschiedenen Laubbaumbeständen.

## Geschichte
Der Ortsname Virserum ist als Widisrum (Waldlichtung) schon 1278 zum ersten Mal urkundlich erwähnt. Eine Besiedlung dieser Gegend fand allerdings schon viel früher statt. In der näheren Umgebung des Ortes wurden unter anderem steinzeitliche Gräber gefunden.
1543 war die Schlacht bei Virserum zwischen deutschen Söldnern und småländischen Bauern. Nils Dacke wurde schwer verletzt.
Die Ortschaft war lange Zeit der natürliche Markt- und Handelsplatz der Region. Zwischen 1880 und 1980 war Virserum ein Zentrum der schwedischen Möbelindustrie mit bis zu 40 Möbelfabriken. Heute erinnert nur noch ein außergewöhnliches Möbelindustrie-Museum an diese Hoch-Zeit. Das Museum ist ein originalgetreuer und funktionsfähiger Nachbau einer Möbelfabrik aus dem Jahre 1920.
Auf den Seen außerhalb der Ansiedlung spielten sich die letzten Kämpfe des Dacke-Aufstandes ab. Am Marktplatz von Virserum wurde 1956 eine Nils-Dacke-Statue von Arvid Källström zum Gedenken an den Widerstand gegen Gustav Wasa aufgestellt. Der Legende nach soll sich Nils Dacke in einer Höhle bei Virserum versteckt haben.

## Kultur
In Virserum befindet sich seit 1998 ein architektonisch ungewöhnliches Kunstmuseum: Die Kunsthalle (Virserums Konsthall) ist größtenteils aus Holz gefertigt und besitzt ein transparentes Dach. Es werden wechselnde Ausstellungen von schwedischen Künstlern gezeigt, die „das Volk“ einbeziehen sollen. Selbsterkenntnis und Selbstverständnis sind die Hauptthemen der Kunsthalle.
Daneben gibt es eine ständige Ausstellung, die sich „Wesen des Urwalds“ nennt und Trolle, Kobolde und ähnliche Fabelwesen thematisiert.
Der nach Nils Dacke benannte DackeStop ist das Kultur- und Touristikzentrum der Ortschaft. Hier sollen die alten Traditionen und Techniken wieder aufleben und bewahrt werden. In dieser Parkanlage – einem ehemaligen ab 1997 umgestalteten Industriegelände – befinden sich das Möbelindustriemuseum, ein altes Sägewerk, eine alte Schmiede, die Kunsthalle, der Kräutergarten, das Telemuseum sowie der Kunst- und Kunsthandwerksverein Stinsen.
Der Hembygdspark ist ein weiteres Ausstellungsgelände. Dort stehen 15 Gebäude vom Anfang des 17. Jahrhunderts bis zum 20. Jahrhundert, unter anderem die Handpapierfabrik Fröåsa und das Jugendstil-Fotoateljé.